# Binghamton Senators
Die Binghamton Senators waren ein Eishockeyteam in der American Hockey League. Der Verein wurde 2002 gegründet und spielte bis 2017 in Binghamton (New York) in den USA. Sie arbeiteten mit den Ottawa Senators aus der National Hockey League zusammen.

## Geschichte

Alternativlogo der Senators

In Binghamton wurde seit Anfang der 1970er Jahre professionell Eishockey gespielt. Zunächst spielten hier die Broome Dusters aus der North American Hockey League zwischen 1973 und 1977, aus denen die Binghamton Dusters entstanden. Zwischen 1980 und 1990 waren die Binghamton Whalers aktiv, die danach als Binghamton Rangers in der American Hockey League spielten und bis 1997 als Farmteam der New York Rangers fungierten. Zwischen 1997 und 2002 gab es mit den B. C. Icemen aus der United Hockey League nur viertklassiges Eishockey in Binghamton.
2002 entschied das Management der Ottawa Senators ihr Farmteam, die Prince Edward Island Senators, das seit 1996 inaktiv war, wieder zu beleben und nach Binghamton zu verlegen. In der ersten Saison der B-Sens erreichte das Team mit 97 Punkten die Playoffs, schied dort aber im Conference-Finale gegen die Hamilton Bulldogs aus. In den folgenden Jahren wurde dieser Erfolg zunächst nicht wiederholt – fünf Spielzeiten in Folge wurden die Playoffs nicht erreicht. Erst in der Saison 2010/11 qualifizierte sich die Mannschaft nach sechs Jahren Abstinenz erneut für die Endrunde. In der Finalserie um den Calder Cup besiegten sie die Houston Aeros in sechs Begegnungen und gewannen erstmals den Calder Cup.
Nach der Saison 2016/17 wurde das Team nach Belleville in die kanadische Provinz Ontario verlegt, wo es fortan als Belleville Senators firmiert. Die Lücke in Binghamton füllten zugleich die Albany Devils, die dort als Binghamton Devils am Spielbetrieb der AHL teilnehmen.

### Saisonstatistik
Abkürzungen: GP = Spiele, W = Siege, L = Niederlagen, T = Unentschieden, OTL = Niederlagen nach Overtime SOL = Niederlagen nach Shootout, Pts = Punkte, GF = Erzielte Tore, GA = Gegentore
| Saison  | GP | W  | L  | T | OTL | SOL | Pts | GF  | GA  | Platz    | Playoffs                                |
| 2002/03 | 80 | 43 | 26 | 9 | 2   | —   | 97  | 239 | 207 | 1., East | Niederlage im Conference-Finale         |
| 2003/04 | 80 | 34 | 34 | 9 | 3   | —   | 80  | 210 | 216 | 4., East | Niederlage in der Playoff-Qualifikation |
| 2004/05 | 80 | 47 | 21 | — | 4   | 8   | 106 | 276 | 217 | 1., East | Niederlage in der ersten Runde          |
| 2005/06 | 80 | 35 | 37 | — | 4   | 4   | 78  | 258 | 295 | 5., East | nicht qualifiziert                      |
| 2006/07 | 80 | 23 | 48 | — | 4   | 5   | 55  | 225 | 323 | 7., East | nicht qualifiziert                      |
| 2007/08 | 80 | 34 | 32 | — | 9   | 5   | 82  | 255 | 248 | 6., East | nicht qualifiziert                      |
| 2008/09 | 80 | 41 | 30 | — | 5   | 4   | 91  | 232 | 238 | 5., East | nicht qualifiziert                      |
| 2009/10 | 80 | 36 | 35 | — | 6   | 3   | 81  | 251 | 260 | 5., East | nicht qualifiziert                      |
| 2010/11 | 80 | 42 | 30 | — | 3   | 5   | 92  | 255 | 221 | 5., East | Calder Cup                              |
| 2011/12 | 76 | 29 | 40 | — | 5   | 2   | 65  | 201 | 243 | 5., East | nicht qualifiziert                      |
| 2012/13 | 76 | 44 | 24 | — | 1   | 7   | 96  | 227 | 188 | 2., East | Niederlage in der ersten Runde          |
| 2013/14 | 76 | 44 | 24 | — | 3   | 5   | 96  | 276 | 232 | 1., East | Niederlage in der ersten Runde          |
| 2014/15 | 76 | 34 | 34 | — | 7   | 1   | 76  | 242 | 258 | 3., East | nicht qualifiziert                      |

### Franchiserekorde

#### Karriere
|                           | Name            | Anzahl                        |
| Meiste Spiele             | Denis Hamel     | 438                           |
| Meiste Tore               | Denis Hamel     | 203                           |
| Meiste Vorlagen           | Denis Hamel     | 189                           |
| Meiste Punkte             | Denis Hamel     | 392 (203 Tore + 189 Vorlagen) |
| Meiste Strafminuten       | Brian McGrattan | 1051                          |
| Meiste Siege als Torhüter | Ray Emery       | 67                            |
| Meiste Shutouts           | Ray Emery       | 11                            |

* aktiver Spieler; Stand nach Ende der Saison 2010/11

#### Saison
|                        | Name            | Anzahl                      | Saison  |
| Meiste Tore            | Denis Hamel     | 56                          | 2005/06 |
| Meiste Vorlagen        | Jason Spezza    | 85                          | 2004/05 |
| Meiste Punkte          | Jason Spezza    | 117 (32 Tore + 85 Vorlagen) | 2004/05 |
| Meiste Strafminuten    | Brian McGrattan | 551                         | 2004/05 |
| Beste Fangquote        | Barry Brust     | 92,5 %                      | 2010/11 |
| Bester Gegentorschnitt | Ray Emery       | 2,42                        | 2002/03 |

## Bekannte ehemalige Spieler
- Casey Bailey
- Cody Bass
- Brandon Bochenski
- Patrick Cannone
- Louie Caporusso
- Cody Ceci
- Ryan Dzingel
- David Dziurzynski
- Patrick Eaves
- Ray Emery
- Mark Fraser
- Alexandre Giroux
- Derek Grant
- Eric Gryba
- Denis Hamel
- Mike Hoffman
- Erik Karlsson
- Chris Kelly
- Robin Lehner
- Brian McGrattan
- Chris Neil
- Jean-Gabriel Pageau
- Bobby Raymond
- Chris Rumble
- Christoph Schubert
- Zack Smith
- Jason Spezza
- Mark Stone
- Brad Tapper
- Antoine Vermette
- Chris Wideman
- Anton Woltschenkow
- Jeremy Yablonski
- Mika Zibanejad